# Panko (Spiel)

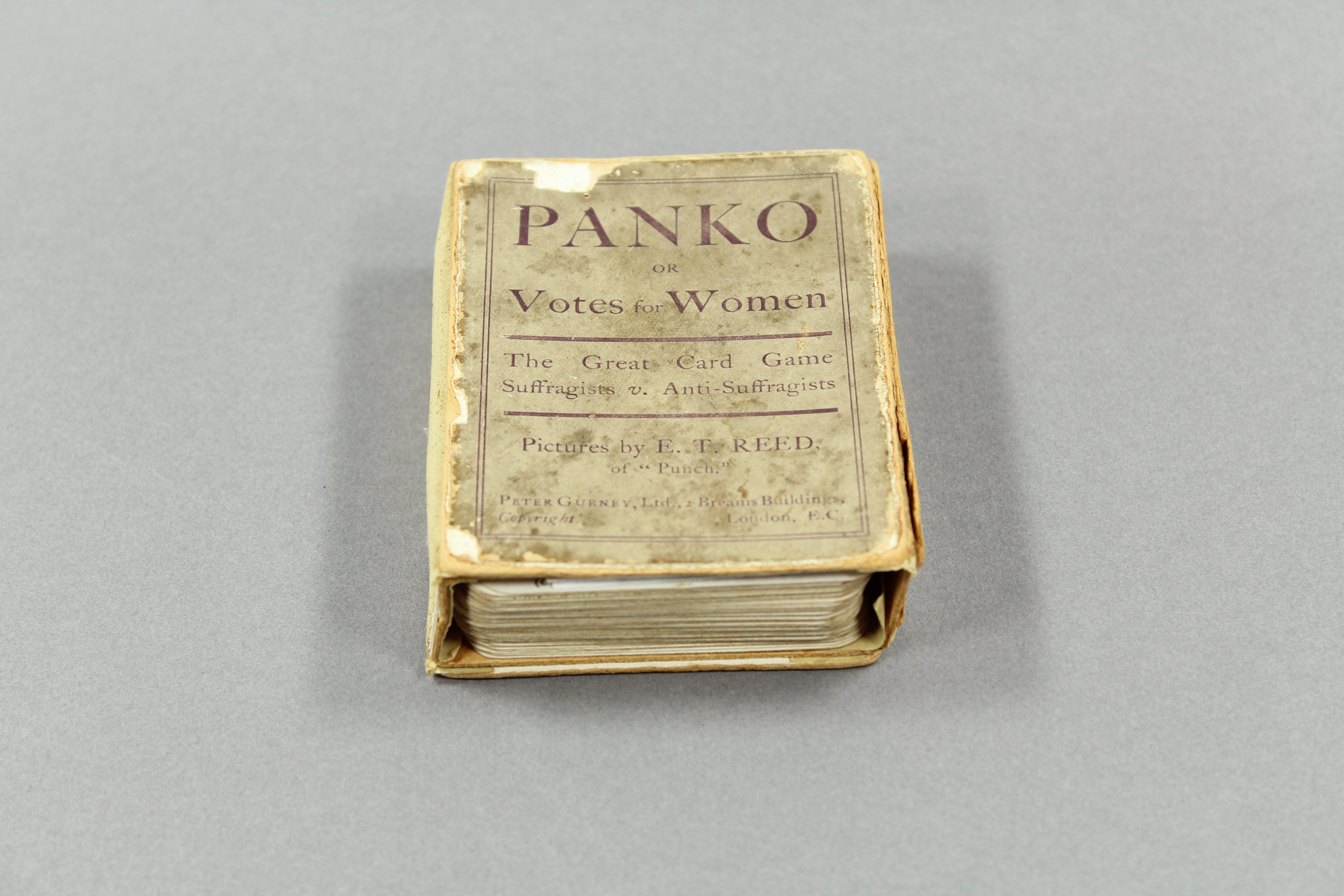
Verpackung des Spiels Panko

Panko or Votes for Women ist ein Kartenspiel, das ab etwa 1909 in England vertrieben wurde. Thema des Spiels ist der Kampf der Suffragetten für das Frauenwahlrecht.

## Geschichte
Die erste Erwähnung des Spiels Panko findet sich in der Zeitschrift Votes for Women vom 10. Dezember 1909.
Panko ist nach Emmeline Pankhurst benannt, der Gründerin der Women’s Social and Political Union (WSPU). Das Spiel wurde von der Firma Peter Gurney Ltd. hergestellt und von der WSPU vertrieben, um Aufmerksamkeit für ihr politisches Anliegen zu erzielen und bei neuen Personengruppen Interesse für das Frauenwahlrecht zu wecken. Das Spiel wurde mit dem Slogan The Great Card Game: Suffragists v. Anti-Suffragists! beworben.

## Gestaltung
Die Spielkarten gestaltete E. T. Reed, Zeichner der Satire-Zeitschrift Punch. Sie zeigen Situationen aus dem Alltag der Suffragetten-Bewegung, angelehnt an historische Ereignisse. Einige Karten zeigen Karikaturen bekannter Suffragetten und bekannter Politiker, die gegen das Frauenwahlrecht eintraten. Die Karten, die Suffragetten darstellen, sind dreifarbig in Schwarz, Lila und Grün bedruckt. Lila und Grün sind mit Weiß die Farben der WSPU und galten generell als die Farben der Suffragetten-Bewegung. Die Karten der Frauenwahlrechtsgegner sind in Schwarz und Rot bedruckt.

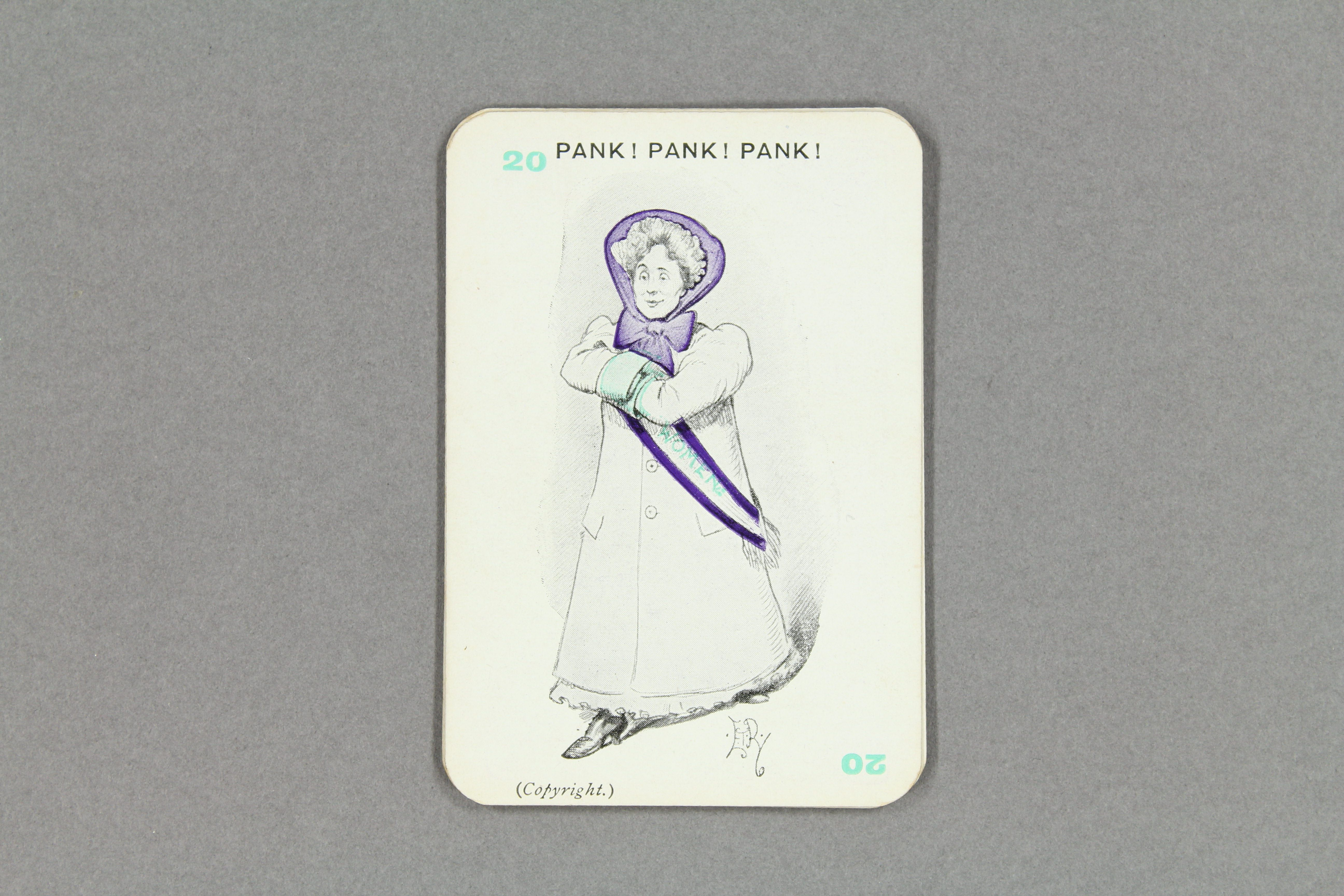
Emmeline Pankhurst
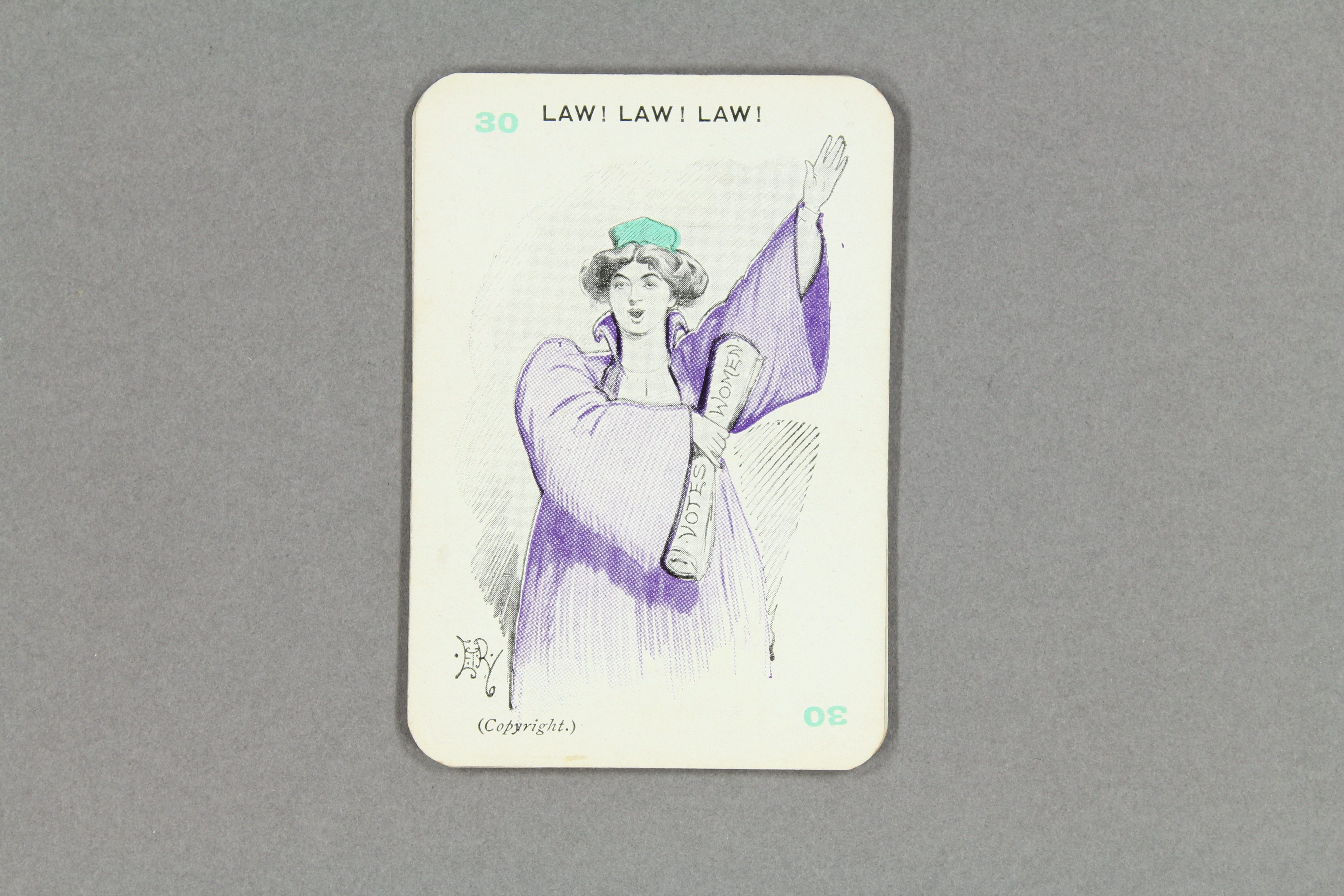
Christabel Pankhurst
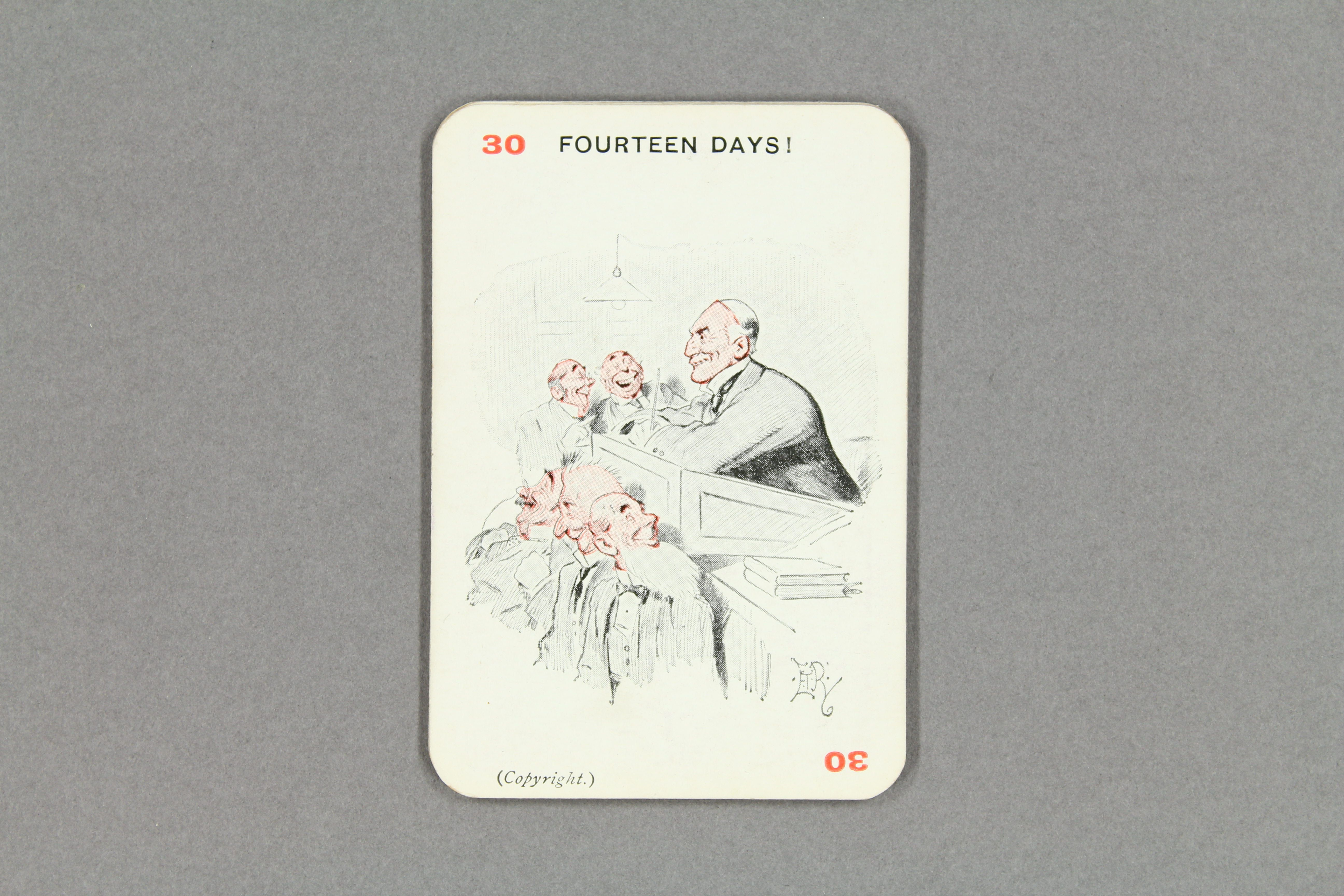
Ein Richter verkündet ein Urteil gegen eine Suffragette zur Freude der anwesenden Männer
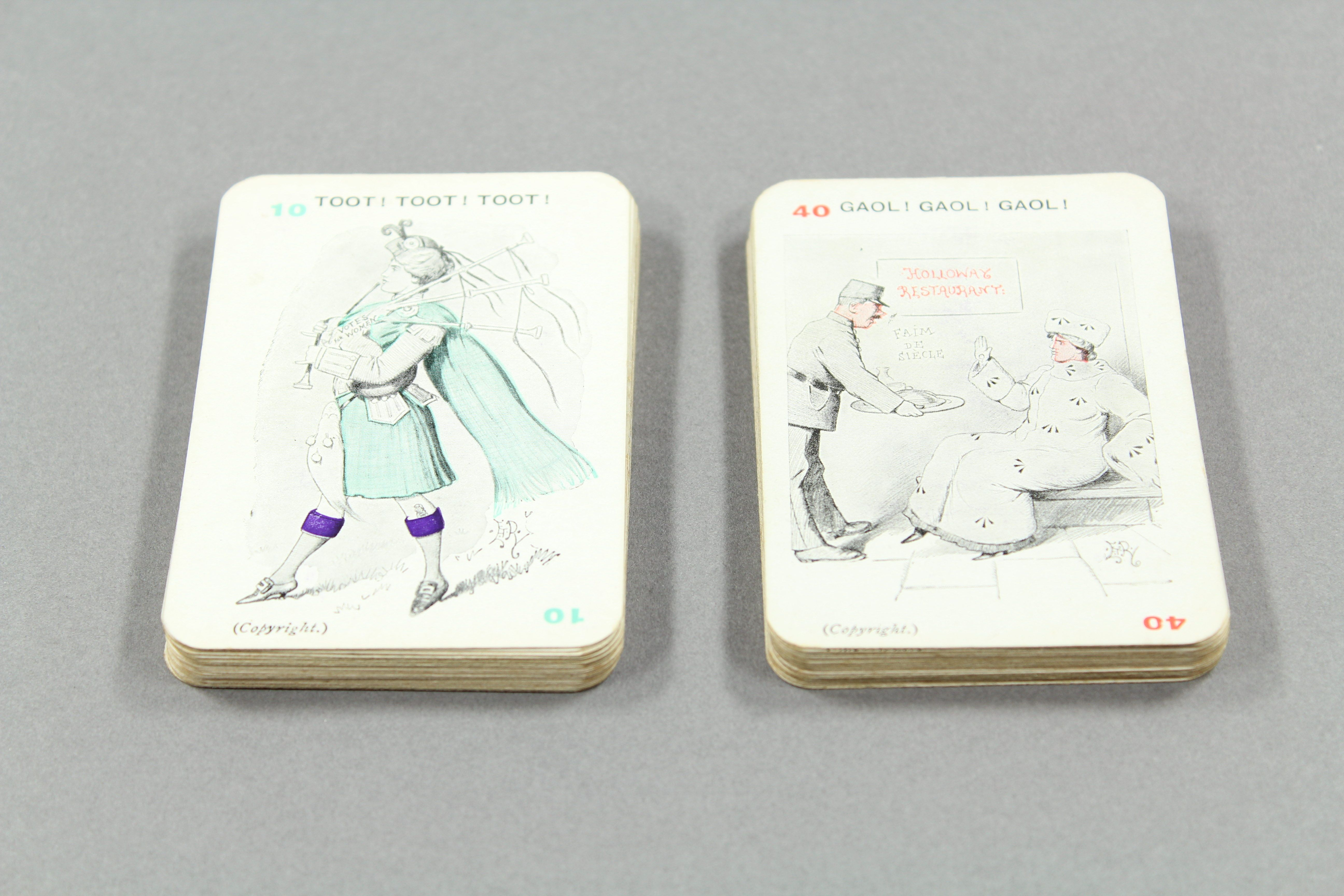
links: Trompeter; rechts: eine edel gekleidete Suffragette weist das Essen im „Holloway Restaurant“ zurück: Anspielung auf die Hungerstreiks der Suffragetten im Holloway Prison
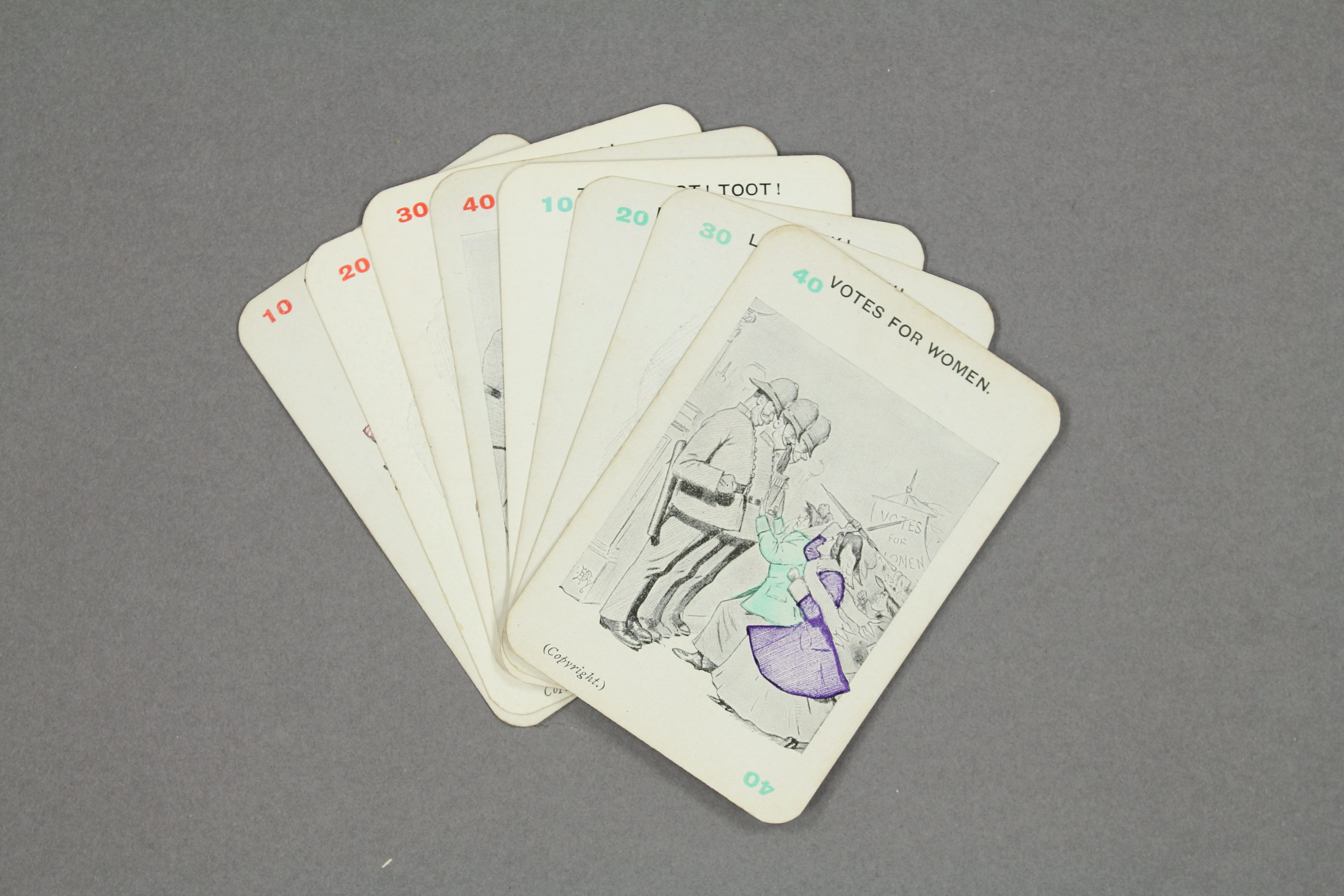
Suffragetten versuchen, in das von Polizisten bewachte Parlament einzudringen

## Spielregeln
Panko besteht aus 48 Karten. Jeweils sechs davon bilden eine Gruppe. Vier Gruppen gehören zur Bewegung für das Frauenwahlrecht: die Trompeter, die Suffragetten, die Gerichtsprozesse und das Unterhaus. Vier Gruppen bilden die Bewegung gegen das Frauenwahlrecht ab: die Polizei, die Politiker, die Justizbeamten und die Gefängnisse. Jede Gruppe hat einen Punktwert von 10, 20, 30 bzw. 40 Punkten, der auf der Karte vermerkt ist.
Panko kann mit 4, 6 oder 8 Personen gespielt werden, die in zwei Teams aufgeteilt werden: Ein Team spielt für, das andere gegen das Frauenwahlrecht. Ziel des Spiels ist es, eine vollständige Gruppe von sechs Karten aus dem eigenen Lager zu sammeln.
Zu Beginn werden alle Karten unter den Mitspielenden ausgeteilt. Wird zu viert gespielt, werden zuvor die beiden Gruppen mit dem niedrigsten Punktwert aus dem Spiel genommen. Die austeilende Person gibt ein Startsignal – daraufhin dürfen alle gleichzeitig beginnen, Tauschangebote zu machen. Dazu ruft man den Punktwert der gesuchten Karte aus, die man gegen eine gleichwertige Karte aus dem gegnerischen Lager tauschen möchte. Man darf sowohl mit Mitgliedern des eigenen als auch des gegnerischen Teams tauschen.
Wer eine vollständige Gruppe gesammelt hat, muss dies mit dem Ruf verkünden, der auf den Karten steht: „Toot! Toot! Toot!“ für die Trompeter, „Pank! Pank! Pank!“ für die Suffragetten, „Law! Law! Law!“ für die Gerichtsprozesse und „Votes for Women!“ für das Unterhaus; „Help! Help! Help!“ für die Polizei, „Turn ’em out!“ für die Politiker, „Fourteen days!“ für die Justizbeamten und „Gaol! Gaol! Gaol!“ für die Gefängnisse.
Mit einer erfolgreichen Verkündung einer gesammelten Gruppe endet eine Runde. Der Punktwert der Gruppe (mindestens 10, höchstens 40 Punkte) wird dem Team zugeschrieben. Verkündet jemand fälschlicherweise eine vollständige Gruppe, werden dem Team 20 Punkte abgezogen.
Das Spiel endet, wenn ein Team 100 Punkte erreicht hat.

## Ähnliche Spiele
1908 war ein Kartenspiel mit dem Namen Holloway, or Votes for Women erschienen, das Panko ähnelte, aber etwas komplexere Spielregeln hatte. Ebenfalls nach Emmeline Pankhurst benannt ist das Brettspiel Pank-A-Squith, von dem sich ein Exemplar im Museum of London befindet.